# Alexandru C. Cuza

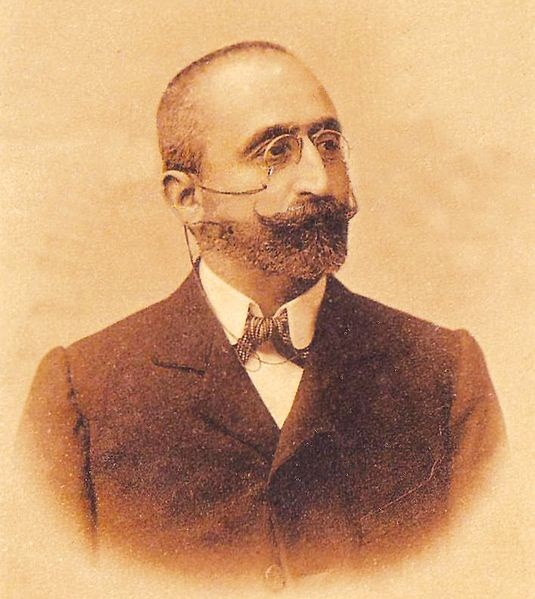
Alexandru C. Cuza, etwa 1900

Alexandru Constantin Cuza (* 8. November 1857 in Iași, Fürstentum Moldau; † 3. November 1947 in Hermannstadt, Königreich Rumänien) war ein rumänischer Politiker und Professor für Wirtschaftswissenschaften an der Universität Alexandru Ioan Cuza Iași. Er gründete die Partidul Naționalist-Democrat (deutsch National-Demokratische Partei), aus der 1923 die Liga Apărării Național Creștine („Liga zur Christlich-Nationalen Verteidigung“) hervorging.
Unter Premierminister Octavian Goga, der durch König Carol II. im Dezember 1937 an die Spitze einer neuen rumänischen Regierung gesetzt wurde, wurde er zum Minister ohne Geschäftsbereich berufen. Nach 44 Tagen wurde diese Regierung am 10. Februar 1938 bereits wieder entlassen. Während der kurzen Regierungszeit wurden durch die Regierung von Goga und Cuza antisemitische Gesetze verabschiedet, durch die etwa 225.000 rumänische Juden, etwa knapp die Hälfte aller Juden in Rumänien, ihre Staatsbürgerschaft verloren und somit staatenlos wurden.
Schon bevor Cuza die Regierung übernahm, fanden von ihm inspirierte Verfolgungen von Juden statt, z. B. im Januar 1933 in Czernowitz, worüber die Wiener Wochenzeitung Der jüdische Arbeiter (Organ der Poale Zion) berichtete.
Nach dem Staatsstreich des Königs war Cuza von 1939 bis 1940 Mitglied des Kronrats.

## Veröffentlichungen (Auswahl)
- Generația de la 1848 și era nouă (1889)
- Despre poporație. Statistica, teoria, politica ei. Studiu economic-politic (1899).
- Obiectul economiei politice și însemnătatea ei (1901)
- Naționalitatea în artă (1908)
- Plagiatul poporației (1911)
- Doctrina naționalistă creștină (1924)
- Învățătura lui Iisus, judaismul și teologia creștină (1925)
- Lupta pentru credință (1928)